# Fernando Álvarez de Miranda
Fernando Álvarez de Miranda y Torres, né le 14 janvier 1924 à Santander et mort le 7 mai 2016 à Madrid, est un homme politique espagnol.

## Biographie
Il commence ses études de droit à l'Université de Saragosse, et les termine en 1948 à l'Université de Madrid.
Il devient ensuite professeur de droit processuel à l'Université complutense de Madrid, puis avocat et conseiller juridique à partir de 1951.
Il a été ambassadeur au Salvador entre 1986 et 1989, et membre élu (consejero electo) au Conseil d'État en 1990.
Le 30 novembre 1994, Fernando Álvarez de Miranda est élu défenseur du peuple par le Congrès des députés et le Sénat réunis. Il prête serment le lendemain.
Il n'effectue qu'un seul mandat à la tête de l'institution et se retire au bout de cinq ans sans qu'un successeur ait été désigné.

## Activité politique
Démocrate-chrétien et monarchiste, il est déporté neuf mois à Fuerteventura par le régime franquiste pour avoir assisté au congrès du Mouvement européen à Munich (le Contubernio de Múnich) en 1962.
Deux ans plus tard, il intègre le conseil privé de Juan de Borbón, comte de Barcelone.
En 1966, il adhère à la Gauche démocrate-chrétienne, dont il devient vice-président. Dix ans après, il fonde le Parti populaire démocrate-chrétien (PPDC), qui s'intègre en 1977 dans l'Union du centre démocratique (UCD) d'Adolfo Suárez.
Cette même année, il est élu député de Palencia lors des premières élections démocratiques, le 15 juin. Le 13 juillet 1977, Fernando Álvarez de Miranda est élu président du Congrès des députés de manière provisoire, puis définitivement le 18 octobre.
Réélu représentant de la province de Palencia aux législatives du 1er mars 1979, il n'effectue pas de second mandat à la présidence du Congrès, et quitte la vie politique à la fin de la législature, en 1982.
Par ailleurs, il a présidé le conseil fédéral du Mouvement européen en Espagne de 1978 à 1986.